# 107 Piscium
107 Piscium (107 Psc / Gliese 68 / HD 10476) és un estel a la constel·lació dels Peixos de magnitud aparent +5,24. Està situada en la part nord-est de la constel·lació, al nord-oest de Sheratan (β Arietis) i al sud-est de la Galàxia del Triangle (M33). És un dels estels brillants —entenent com a tals aquells que no són nanes vermelles o nanes blanques— més properes al Sistema Solar, ja que s'hi troba a 24,4 anys llum de distància.
107 Piscium és una nana taronja de tipus espectral K1V més petita i tènue que el Sol, similar a Alfa Centauri B o 70 Ophiuchi A. La seva massa és de 0,812 ± 0,064 masses solars i el seu radi equival al 81% del que té el Sol. Amb una temperatura efectiva de 5.181 K, la seva lluminositat suposa tan sols el 43% de la del nostre estel. La relació entre els continguts de ferro i hidrogen correspon al 93% de l'existent al Sol. No s'ha detectat excés en l'infraroig ni a 24 μm ni a 70 μm, la qual cosa en principi descarta la presència d'un disc de pols a la seu al voltant. Hom pensa que pot ser un estel variable i se li ha donat la denominació provisional, quant a variable, de NSV 600.
Visualment n'hi ha dos estels tènues (magnituds +11,7 i +12,1) a 19 i 104 segons d'arc de 107 Piscium. La segona és clarament una companya òptica i la primera també pot ser-ho.
La zona habitable per a aquest estel, definida com els llocs on hi podria haver aigua líquida en un planeta similar a la Terra, s'hi troba en un radi de 0.52-1.10 unitats astronòmiques (ua), on 1 ua és la distància mitjana de des de la Terra al Sol.